# Saiman 200
Il Saiman 200 era un biplano monomotore da addestramento con capacità acrobatiche sviluppato dall'azienda italiana Società Anonima Industrie Meccaniche Aeronautiche Navali (SAIMAN) nei tardi anni trenta e prodotto, oltre che dalla stessa, su licenza anche dalla Caproni Vizzola, consociata del gruppo Caproni.
Destinato alle scuole di volo militari della Regia Aeronautica, venne utilizzato principalmente dalla stessa e da alcune forze aeree dell'Asse durante la seconda guerra mondiale terminando la sua vita operativa nel primo dopoguerra.

## Storia del progetto
Agli inizi della seconda metà degli anni trenta il Ministero dell'aeronautica emise una specifica per la fornitura di un nuovo modello di aereo da addestramento per sostituire i Caproni Ca.100 in servizio nelle scuole di volo di primo periodo della Regia Aeronautica. Al concorso parteciparono l'Aeronautica Caproni, che propose il suo Caproni Ca.164, sviluppo migliorativo del precedente modello, e la SAIMAN il Saiman 200.
Il progetto venne sviluppato dall'ingegnere Mario Bottini, il quale disegnò un velivolo dall'aspetto convenzionale e che riprendeva l'impostazione classica del modello che doveva andare a sostituire, monomotore biposto con abitacoli aperti in tandem, velatura biplana e carrello fisso, interamente realizzato con struttura in legno. La motorizzazione venne affidata ad un Alfa Romeo 115, un 6 cilindri in linea rovesciato raffreddato ad aria in grado di erogare 185 CV (136 kW).
Tra il 1937 ed il 1938 venne avviata la costruzione dei tre prototipi richiesti per le valutazioni comparative. Durante questo periodo, nel marzo 1938, la Regia Aeronautica avanzò una richiesta per altri tre prototipi da equipaggiare con il meno potente motore Alfa Romeo 110 a quattro cilindri in linea, modello al quale l'azienda assegnò la designazione Saiman 205, affiancata dalla commissione per due esemplari da parte della compagnia aerea Ala Littoria.
Prima della fine dell'anno l'esemplare immatricolato MM.364 si trovava presso l'aeroporto di Guidonia dove il personale militare lo valutò assieme al Ca.164. Il risultato delle prove comparative, però, non soddisfece appieno le aspettative a causa del posizionamento dei due abitacoli, giudicati in entrambi i modelli troppo arretrati rispetto a quelli del Ca.100 che dovevano sostituire: per questa particolarità i due velivoli vennero considerati sbilanciati e poco inclini ad uscire dalla vite, manovra reputata difficile per gli allievi piloti di quel livello. Tuttavia, con l'accortezza di rimanere all'interno di precisi limiti al volo acrobatico, entrambi risultavano idonei all'addestramento con un lieve vantaggio prestazionale del Saiman grazie al minor peso, controbilanciato però da una maggiore fragilità delle finiture (aspetto che nel successivo impiego operativo causerà la perdita di alcuni esemplari). Lo sviluppo del modello continuò comunque nei mesi successivi, quando vennero provate alcune modifiche, tra le quali l'adozione di diverse eliche (in legno dal diverso passo ed una metallica) ed alettoni.
Il successivo ordine per 75 esemplari assegnò inaspettatamente la produzione del Saiman 200 alla Caproni Vizzola e solo successivamente l'azienda titolare del progetto riuscì ad ottenere una commissione per altre 25 unità da costruirsi presso il proprio stabilimento del Lido di Roma (l'attuale Ostia). Un successivo lotto di 40 esemplari, assegnati nuovamente alla Caproni Vizzola, portò il totale a 140 unità più tre prototipi, esclusi i tre prototipi di Saiman 205 non avviati alla produzione in serie.

## Impiego operativo
I Saiman 200 cominciarono ad essere assegnati alle scuole di volo terrestri di primo periodo della Regia dalla fine del 1940 ed all'agosto 1941 risultavano in carico a tutti i reparti di addestramento di Aquino, Falconara, Fano, Foligno, Frosinone, Montecorvino, Pescara, Pistoia e Siena-Ampugnano. Durante il loro impiego manifestarono le preoccupazioni espresse in sede di valutazione causando incidenti con perdita del velivolo ed in alcuni casi il decesso dell'allievo. Esemplificativi sono gli incidenti occorsi agli allievi di Siena-Ampugnano. In un caso il pilota rimase ucciso per aver perso il controllo del velivolo durante l'uscita di una vite a causa dello sfondamento con un piede del pavimento della carlinga, realizzata in compensato dello spessore di soli 2 mm, essendone rimasto incastrato. In un secondo un allievo, incapace di uscire dalla vite, venne esortato urlando dal suo istruttore ad abbandonare il velivolo ma appena quest'ultimo si lanciò il biplano riprese il suo assetto, evidenziando così lo squilibro provocato dal baricentro eccessivamente arretrato.

## Utilizzatori

### Civili
Italia
- Ala Littoria

### Militari
Croazia
- Zrakoplovstvo Nezavisne Države Hrvatske

operò con 25 esemplari acquisiti dopo la cessione della scuola di pilotaggio di Mostar precedentemente gestita dalla Regia Aeronautica.
 Germania
- Luftwaffe

operò con 31 requisiti dopo l'armistizio di Cassibile.
 Italia
- Regia Aeronautica
- Aeronautica Cobelligerante Italiana

 Repubblica Sociale Italiana
- Aeronautica Nazionale Repubblicana

operò con alcuni esemplari ceduti dalla Luftwaffe dopo la requisizione.
 Stati Uniti
- United States Army Air Force

operò con l'esemplare MM.51224 catturato in Sicilia.